# Zlatosel, Plovdiv
Zlatosel (în bulgară Златосел) este un sat în comuna Brezovo, regiunea Plovdiv,  Bulgaria. 

## Demografie
Componența etnică a satului Zlatosel
     Bulgari (92,53%)
     Nicio identificare (7,46%)
     Altele (0%)
La recensământul din 2011, populația satului Zlatosel era de 134 locuitori. Din punct de vedere etnic, majoritatea locuitorilor (92,53%) erau bulgari. Pentru 7,46% din locuitori nu este cunoscută apartenența etnică.